# ورزشگاه استمفورد بریج
استمفورد بریج (به انگلیسی: Stamford Bridge) نام ورزشگاه اختصاصی باشگاه چلسی انگلستان است که در غرب شهر لندن قرار دارد.
این ورزشگاه ظرفیت ۴۱٬۸۳۷ نفر تماشاگر را دارد که از این نظر هفتمین ورزشگاه بزرگ در لیگ برتر انگلستان به حساب می‌آید.استمفورد بریج یکی از با قدمت‌ترین ورزشگاه‌های دنیاست.

## تاریخچه
عملیات احداث استمفورد بریج در سال ۱۸۷۶ آغاز شد و یک سال بعد در ۱۸۷۷ میلادی ورزشگاه افتتاح گردید. در ابتدا این ورزشگاه مورد استفاده ورزش دو و میدانی بوده‌است تا اینکه در سال ۱۹۰۴ برادران گاس و جوزف میرز ورزشگاه را خریداری کرده و پس از تا به امروز فقط بازی‌های تیم چلسی در آن برگزار می‌شود.
این ورزشگاه در سال ۱۹۹۰ مورد بازسازی و تعمیرات قرار گرفته‌است.

## نتایج مسابقات فینالجام حذفی فوتبال انگلیسبرگزار شده در استمفورد بریج
استمفورد بریج برای سه سال پیاپی میزبان فینال جام حذفی فوتبال انگلیس بود اما ورزشگاه ومبلی جایگزین آن شد.
| سال برگزاری | تعداد تماشاگران | برنده          |   | بازنده          |   |
| ----------- | --------------- | -------------- | - | --------------- | - |
| ۱۹۲۰        | ۵۰۱۸            | استون ویلا     | ۱ | هادرزفیلد تاون  | ۰ |
| ۱۹۲۱        | ۷۲٬۸۰۵          | تاتنهام هاتسپر | ۱ | ولورهمپتون      | ۰ |
| ۱۹۲۲        | ۵۳٬۰۰۰          | هادرزفیلد تاون | ۱ | پرستون نورث اند | ۰ |

## توسعه
در سال ۱۹۳۰ قسمت جنوبی ورزشگاه برای تماشاچیان ساخته شد که قسمتی از آن مسقف بود. در سال ۱۹۳۹ دو طبقه کوچک در قسمت شمالی ورزشگاه ساخته شد که در جنگ جهانی دوم تخریب شد و در سال ۱۹۷۵ بازسازی شد. این قسمت در سال ۱۹۳۹ به دلیل دستورالعمل‌های امنیتی بسته شد.
در سال ۱۹۶۴-۶۵ سکوهای غربی ساخته شد. این قسمت در سال ۱۹۹۸ تخریب و بازسازی شد. قسمت شرقی ورزشگاه نیز در سال ۱۹۷۳ ساخته شده‌است.

## حضور تماشاگران
بیشترین حضور تماشاگران در استمفورد بریج به سال ۱۹۳۵ باز می‌گردد. در ۱۲ اکتبر این سال تیم آرسنال به این ورزشگاه آمد و ۸۲۹۰۵ تماشاگر را به شهرآورد شهر لندن کشاند.
کمترین تعداد تماشاگران حاضر نیز به سال ۱۹۰۶ و دیدار تیم چلسی با تیم لینکولن باز می‌گردد؛ که تنها ۳۰۰۰ نفر در ورزشگاه حضور داشتند.

### میانگین حضور تماشاگران
- مسابقات لیگ برتر
- فصل ۲۰۰۱-۲۰۰۰ (۳۴۷۰۰)
- فصل ۲۰۰۲-۲۰۰۱ (۳۸۸۳۴)
- فصل ۲۰۰۳-۲۰۰۲ (۳۹۷۸۴)
- فصل ۲۰۰۴-۲۰۰۳ (۴۱۲۳۴)
- فصل ۲۰۰۵-۲۰۰۴ (۴۱۸۷۰)
- فصل ۲۰۰۶-۲۰۰۵ (۴۱۹۰۲)
- فصل ۲۰۰۷-۲۰۰۶ (۴۱۹۰۹)
- فصل ۲۰۰۸-۲۰۰۷ (۴۱۳۹۷)
- فصل ۲۰۰۹-۲۰۰۸ (۴۱۶۴۶)

## بازی‌های بین‌المللی
- تیم آماتور انگلیس ۹ - ۱ هلند - ۱۹۰۹
- انگلیس ۱ - ۰ اسکاتلند - ۱۹۱۳
- انگلیس ۶ - ۰ ولز - ۱۹۲۹
- انگلیس ۴ - ۳ اتریش - ۱۹۳۲
- انگلیس ۴ - ۱ سوییس - ۱۹۴۶

## دسترسی
استادیوم استمفورد بریج در لندن از طریق جاده فولهام و فقط با ده دقیقه پیاده‌روی از ایستگاه فولهام برادوی در متروی لندن قابل دسترسی است.

## نگارخانه

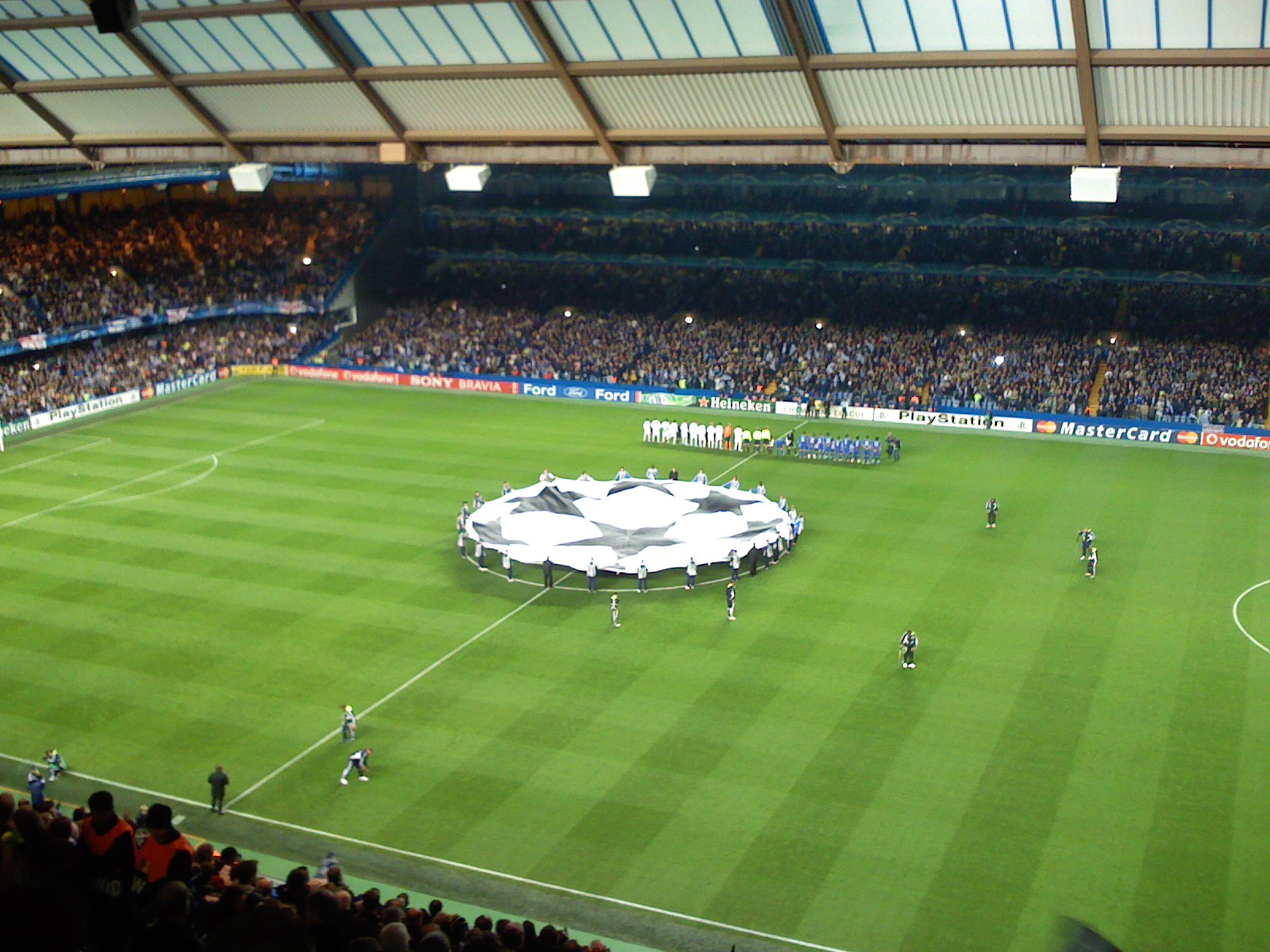
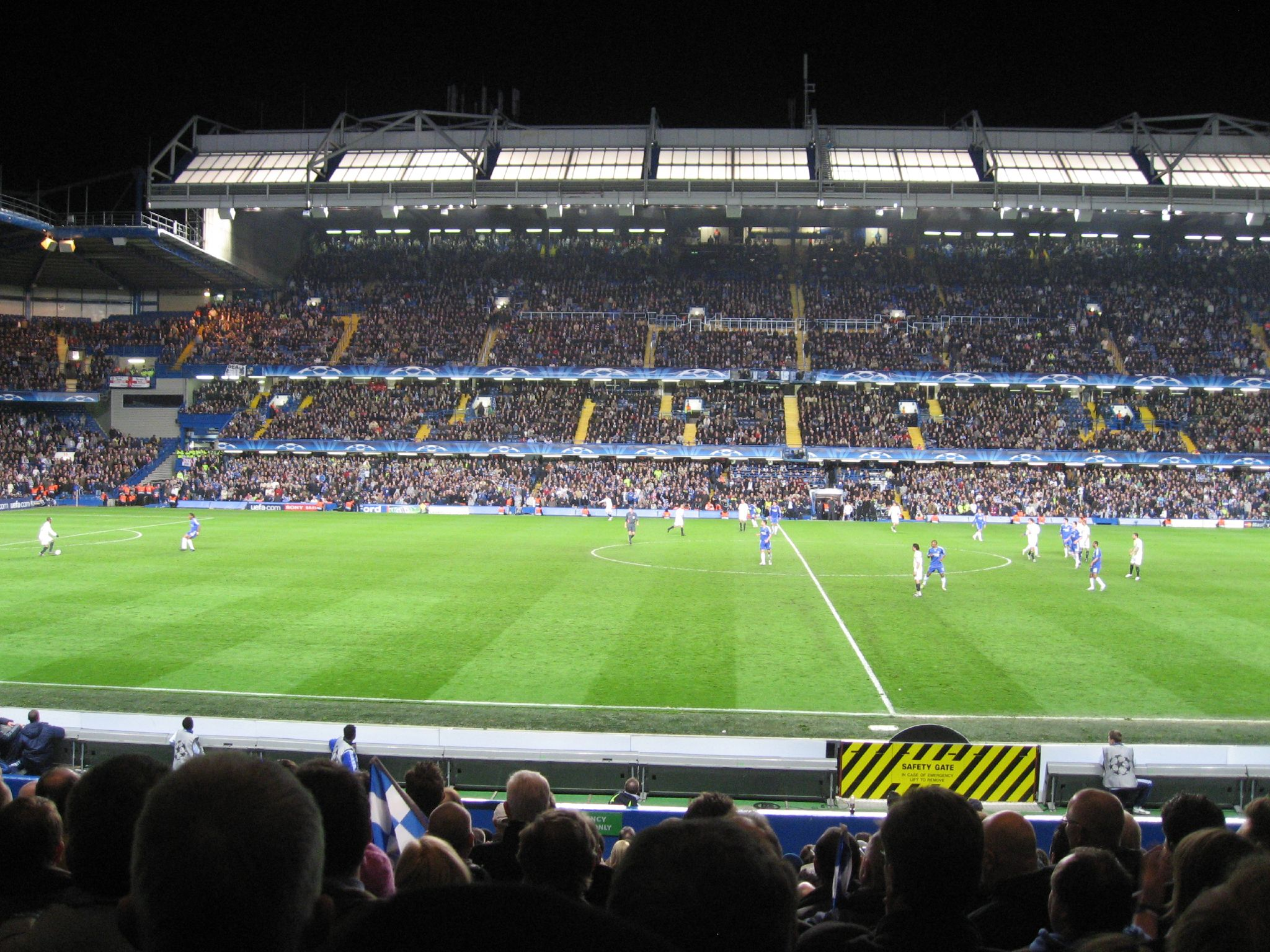
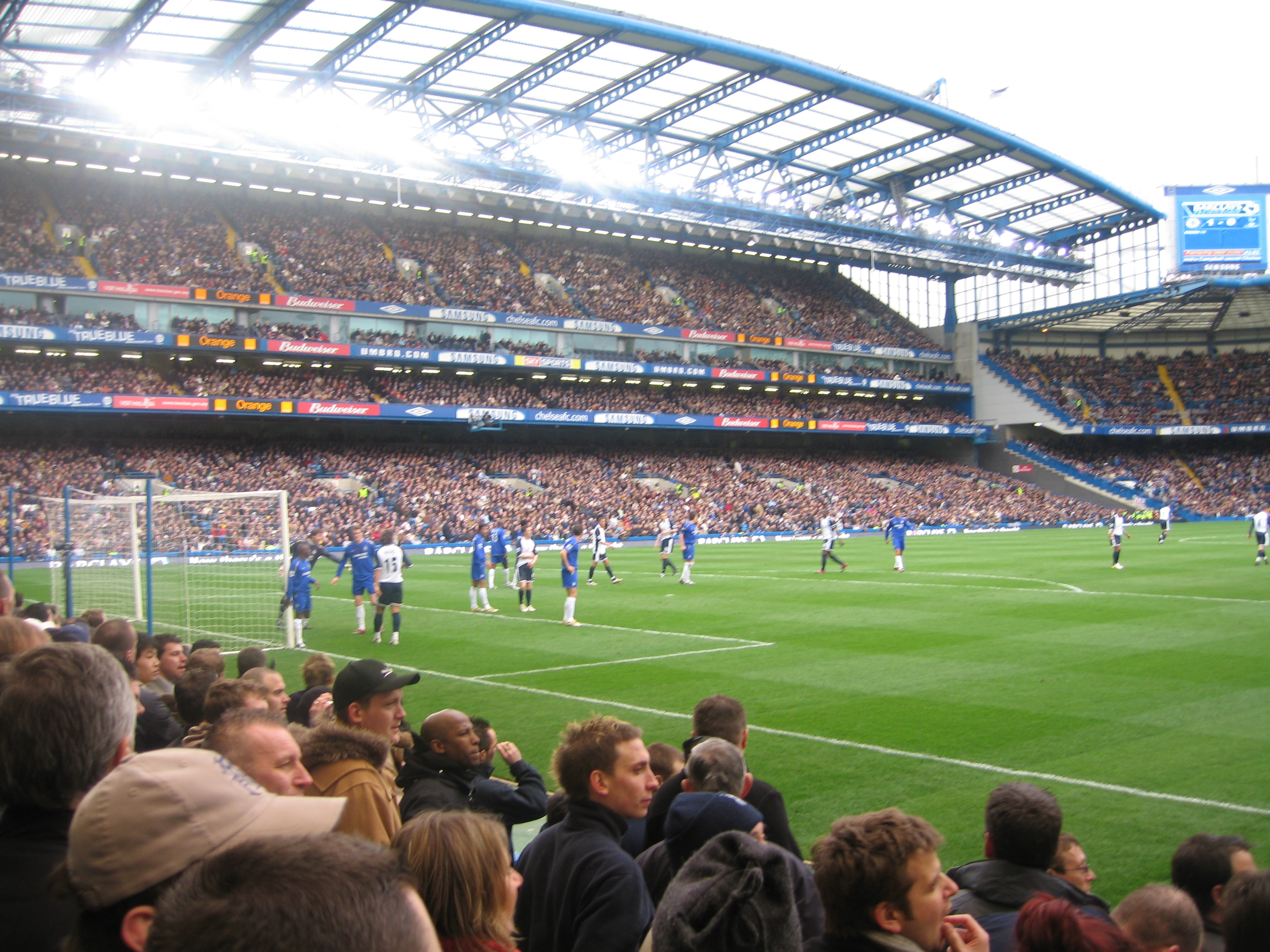
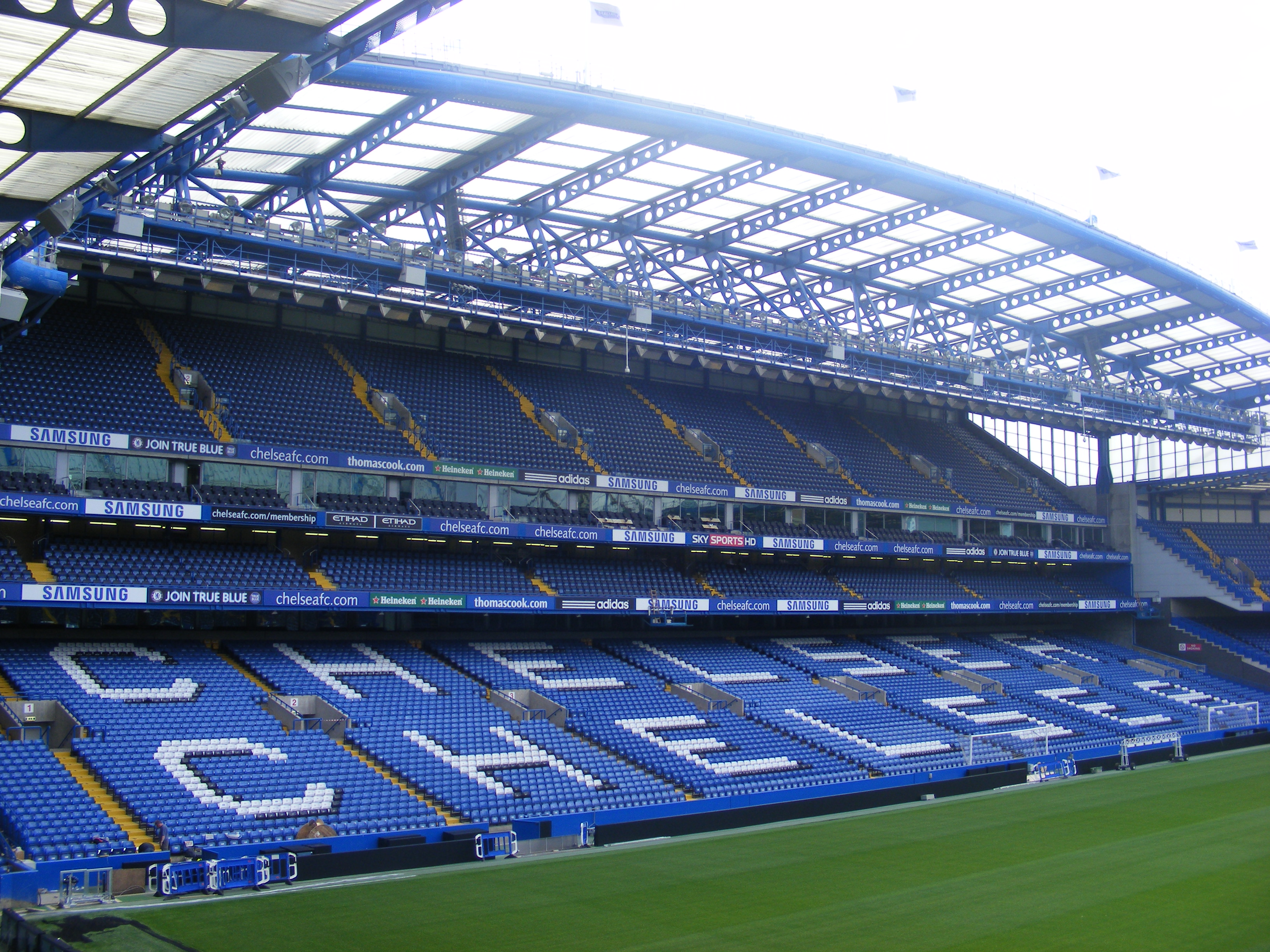
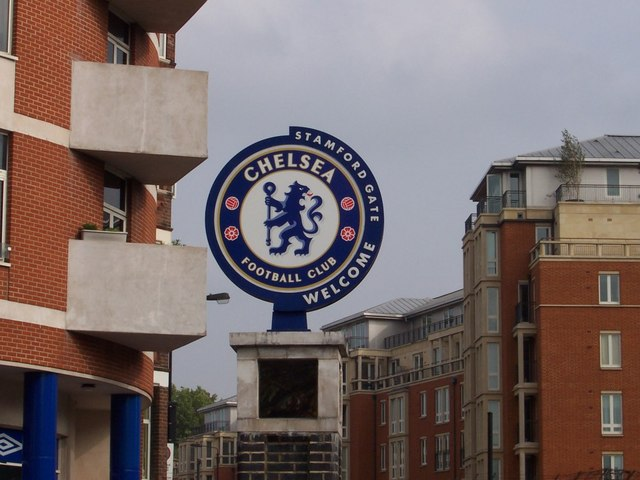
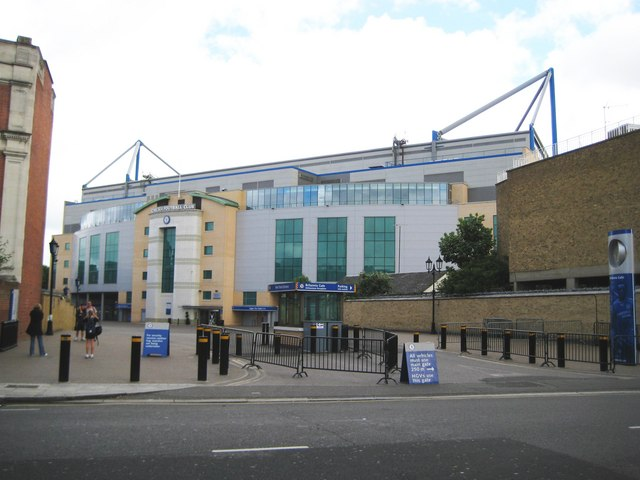
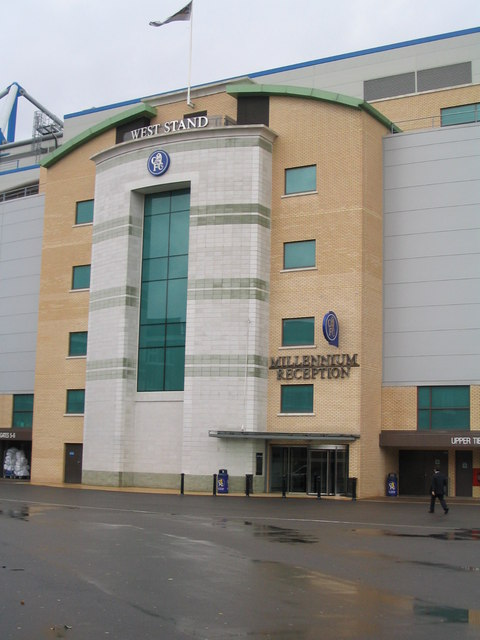
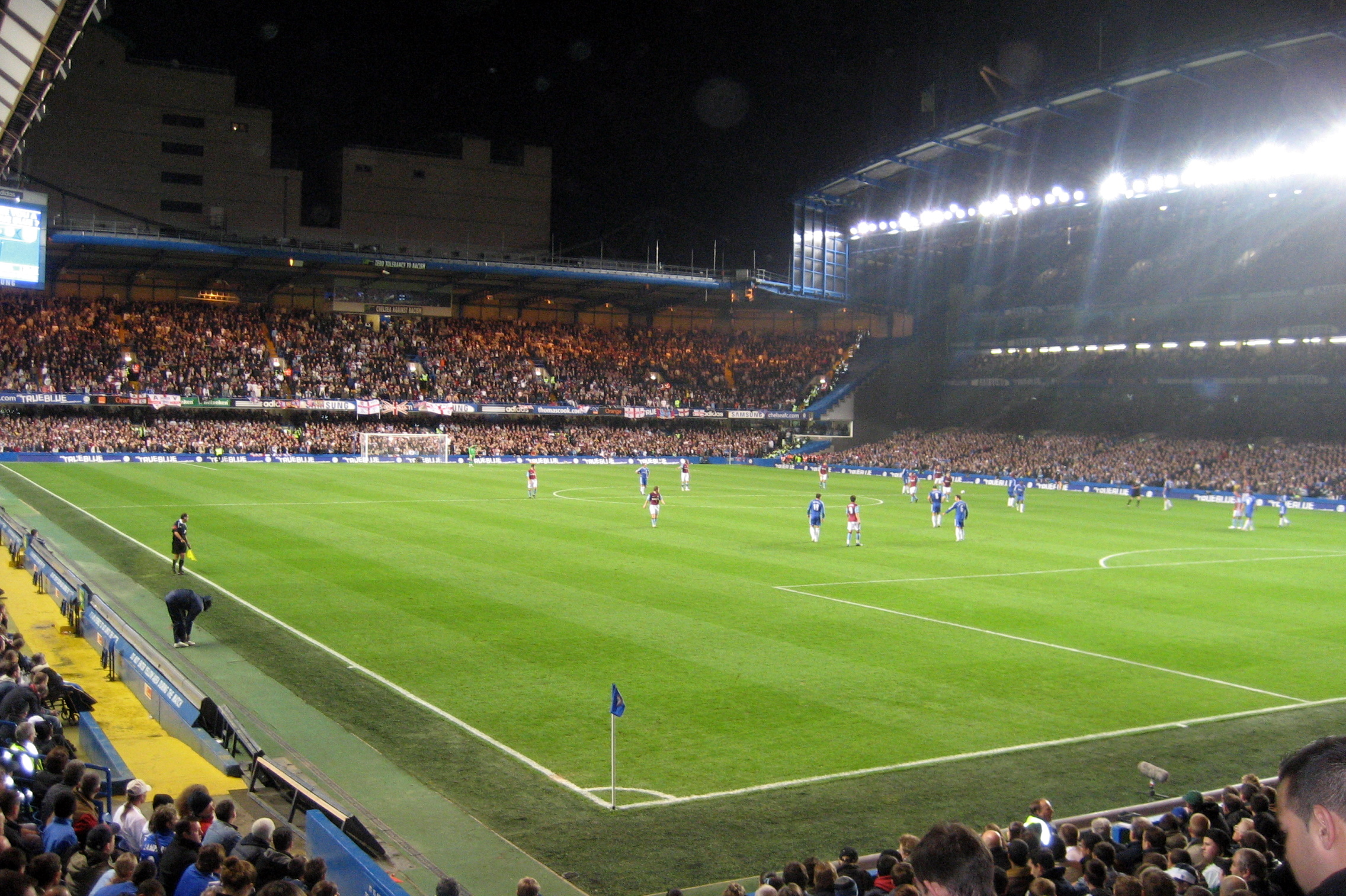
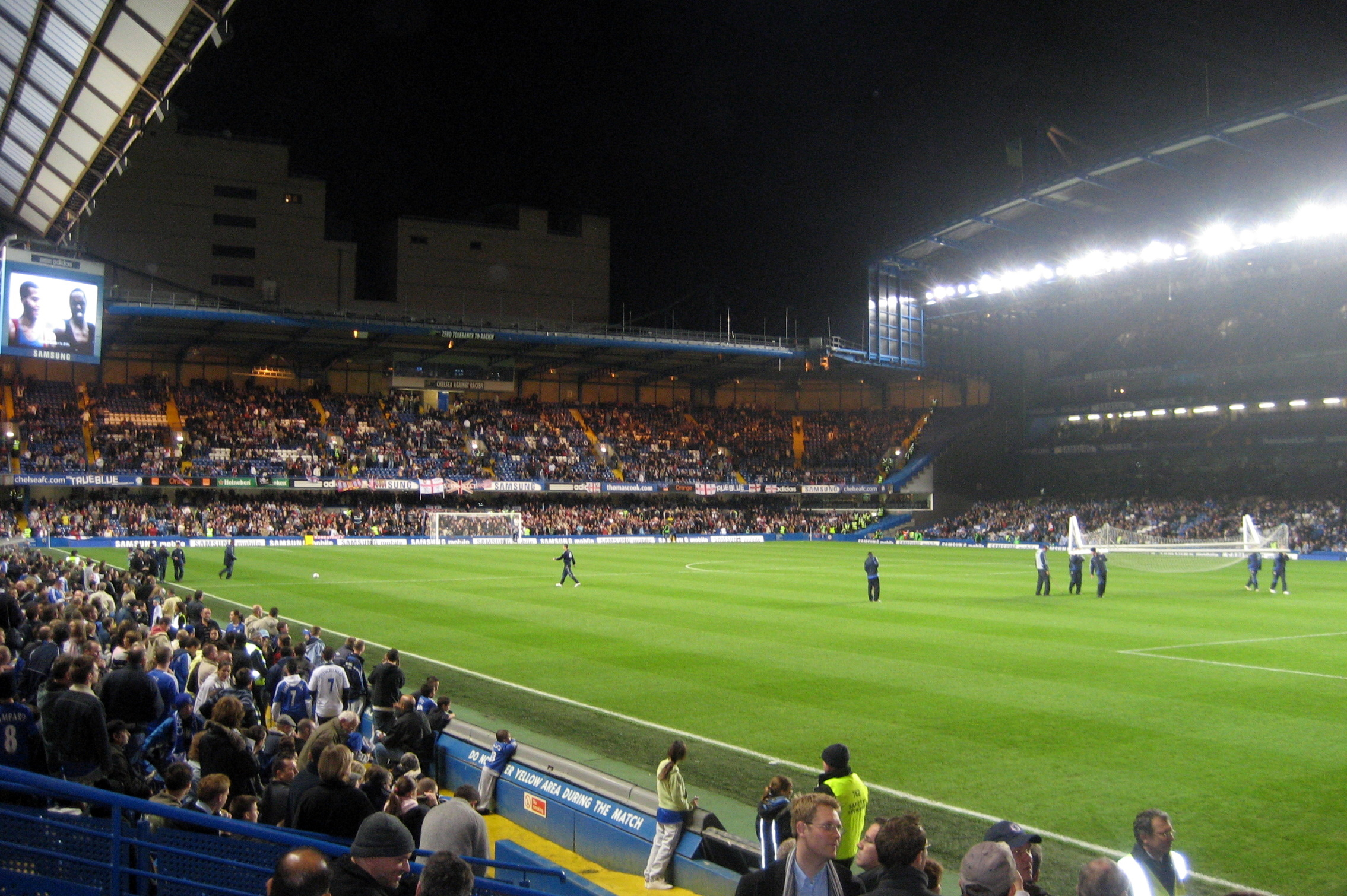
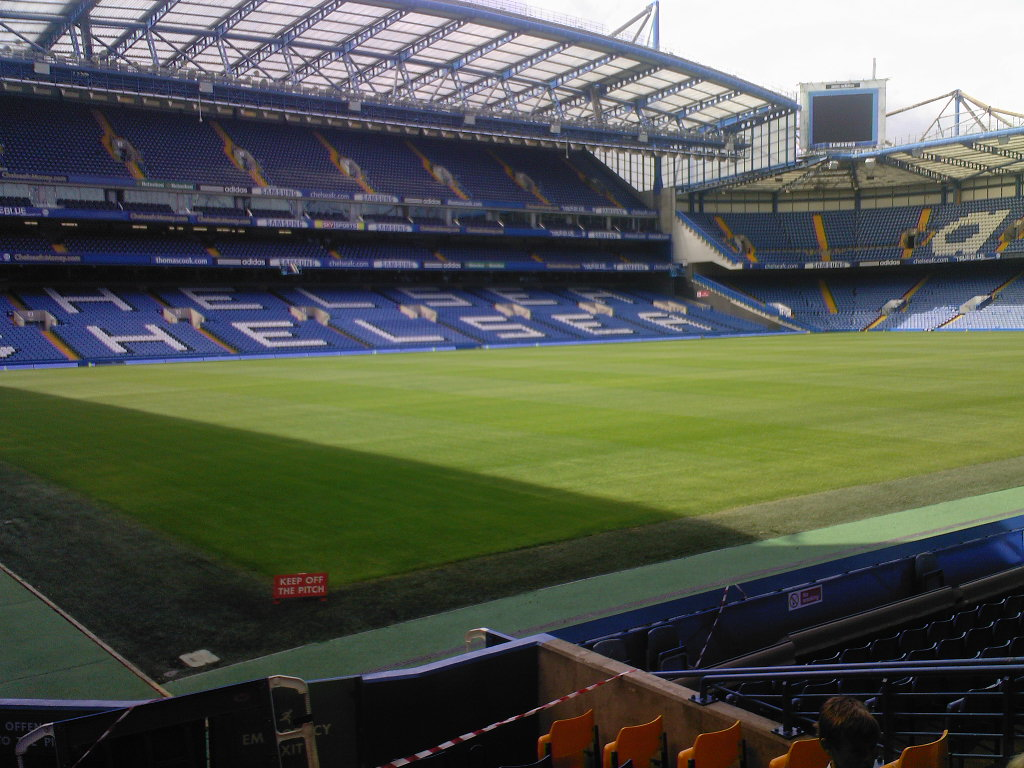
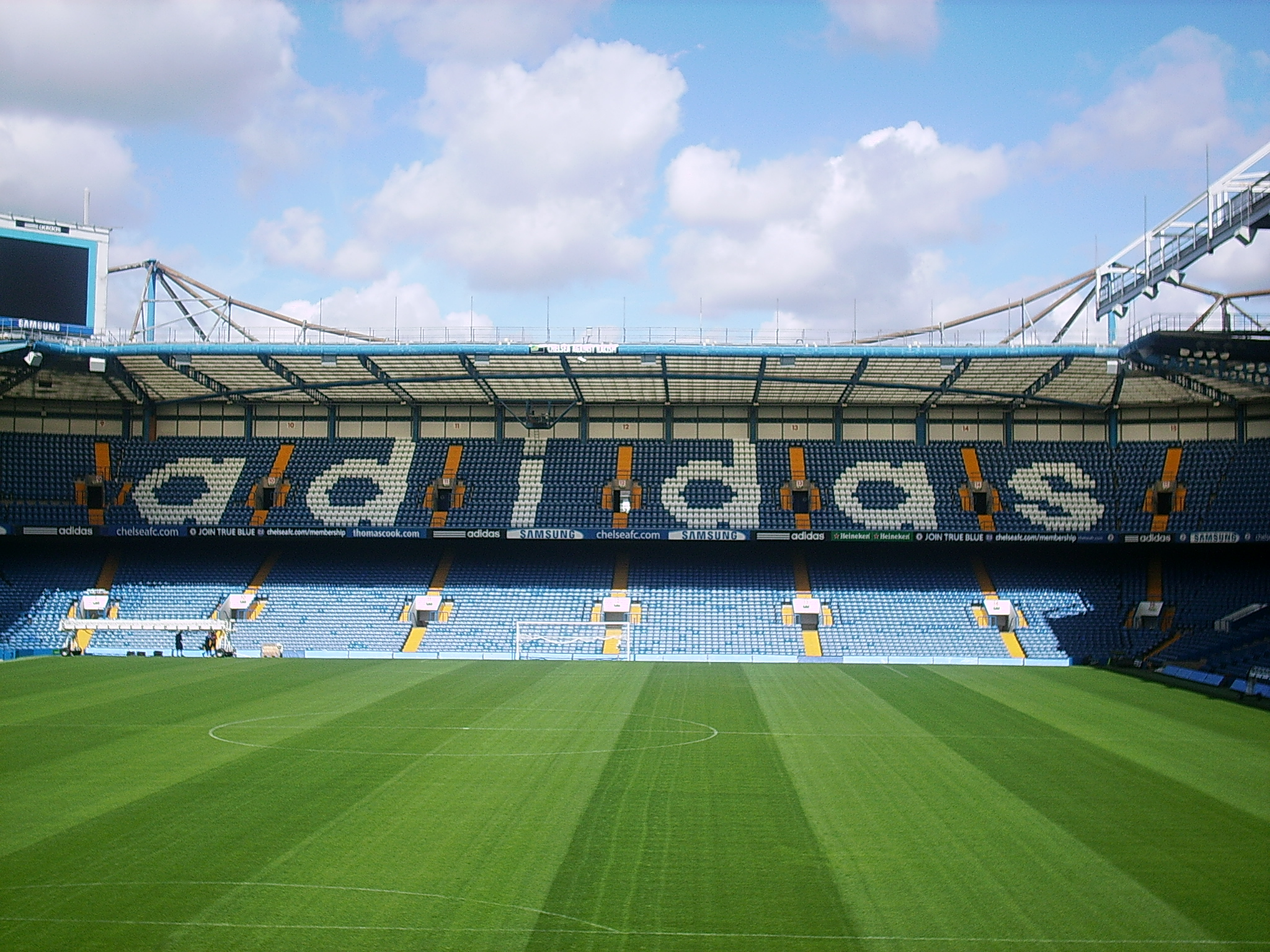
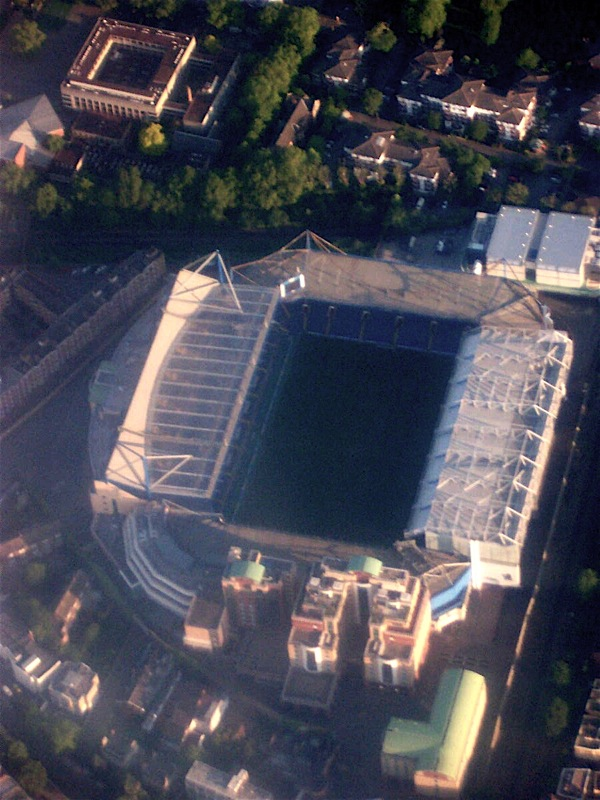
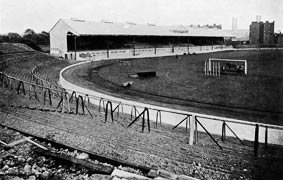
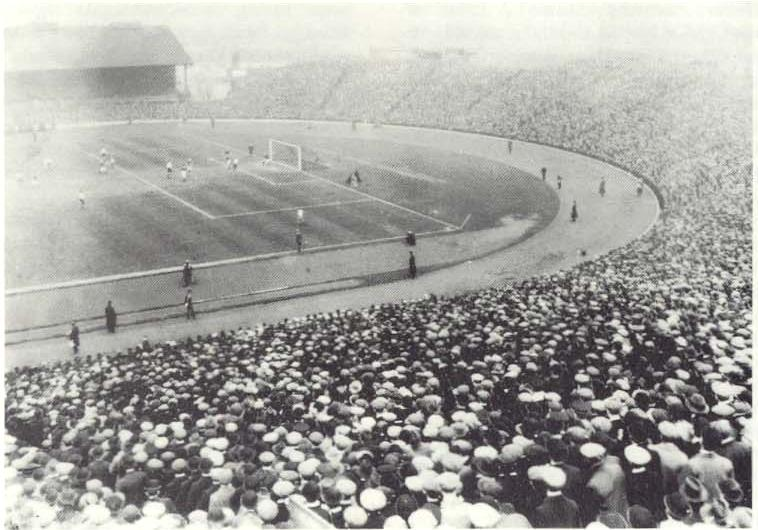
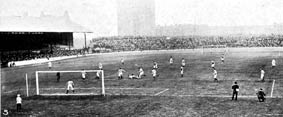